# Ebebda
Ebebda ist eine Gemeinde des Départements Lekié in der Region Centre in Kamerun.

## Geografie
Ebebda liegt im Westen Kameruns, etwa 40 Kilometer nordwestlich der Hauptstadt Yaoundé am Fluss Sanaga.

## Geschichte
Die Gemeinde Ebebda wurde 1993 gegründet.

## Verkehr
Ebebda liegt an der Nationalstraße N4, die mit einer Brücke über den Sanaga führt.